# نوح العين (مسلسل)
نوح العين، مسلسل تلفزيوني كويتي، بث لأوّل مرة في الأول من رمضان 1443 هـ الموافق 2 أبريل 2022، والعمل من تأليف جمال الصقر، وإخراج مصطفى رشيد، وبطولة كل من محمد المنصور وحسين المنصور وعلي جمعة وهدى الخطيب وعبدالله ملك ومحمد جابر.